# Simone Kayser
Pour les articles homonymes, voir Kayser et Diederich.
Simone Kayser, ou Simone Kayser-Diederich, est une athlète luxembourgeoise née le 31 août 1955 à Luxembourg. Spécialiste de l'ultra-trail, elle a notamment remporté le Marathon des Sables en 2002, 2004 et 2005 ainsi que le Grand Raid en 2003.